# Kapuschongbergtukan
Kapuschongbergtukan (Andigena cucullata) är en fågel i familjen tukaner inom ordningen hackspettartade fåglar.

## Utbredning och systematik
Fågeln förekommer i Anderna i sydöstra Peru (Puno) och västra Bolivia (La Paz och Cochabamba). Den behandlas som monotypisk, det vill säga att den inte delas in i några underarter.

## Status
IUCN kategoriserar arten som livskraftig.